# 京成フラワー
株式会社京成フラワー（けいせいフラワー）は、かつて存在した京成グループの生花店運営会社である。2007年12月に、同グループの京成ストアに吸収合併された。

## 会社概要
- 創立　1969年3月1日
- 本社所在地　〒275-0026　千葉県習志野市谷津4-6-22
- 代表取締役社長　平野 誠
- 従業員数　14人

## 事業概要
- 生花・鉢物・苗木販売
- 花器・造花販売
- 種苗・球根販売
- 肥料・園芸品販売
- 民芸品・土産品販売

## 店舗・営業所
- 千葉卸
- 谷津店
- 津田沼店
- 千葉店
- 公津の杜店
- 成田空港店
- 八千代台店
- ミラマーレ店